# Pine Island, Texas
Pine Island là một thị trấn thuộc quận Waller, tiểu bang Texas, Hoa Kỳ. Năm 2010, dân số của thị trấn này là 988 người.

## Dân số
- Dân số năm 2000: 849 người.
- Dân số năm 2010: 988 người.